# Кидис, Энтони
Э́нтони Ки́дис (англ. Anthony Kiedis; род. 1 ноября 1962) — американский музыкант, певец, автор песен, рэпер и актёр, наиболее известный как лид-вокалист рок-группы Red Hot Chili Peppers.

## Биография
Энтони Кидис родился в городе Гранд-Рапидс, штат Мичиган, США. Правнук литовского иммигранта Антанаса Кедиса, приехавшего в Америку в 1900-х. Бабушка по отцу — Молли Ванденвин, предками которой были англичане, французы, ирландцы и голландцы, а также индейцы племени могикан. Его отец — актёр Джон Кидис (также известный как «Spider» или «Blackie Dammett»), мать — Маргарет (Пегги) Нобел. У Энтони есть две единоутробных сестры, Джули и Дженни и единокровный брат — Джеймс.
Брак Кидисов не был счастливым, они расходились и сходились много раз, так как Джон изменял жене. Энтони жил с матерью сначала в Палм-Бич (Флорида), потом, когда родители вновь сошлись, в Мичигане. В 1965 году отец Энтони поступил в Калифорнийский университет на факультет кинематографа, и Кидисы переехали в Лос-Анджелес. Лето Энтони проводил с матерью у родственников в Гранд-Рапидс. Когда ему было три года, его родители развелись. Маргарет встретилась в Гранд-Рапидс со своим будущим вторым мужем Скоттом Сент-Джоном, тот уговорил её вернуться в Мичиган, в июне 1968 года они поженились. Семья проживала в самом бедном районе Гранд-Рапидс. По воспоминаниям Кидиса, отчим постоянно наказывал его, он потерял интерес к учёбе и «превратился в маленького хулигана».
Джон Кидис сначала путешествовал по Англии, потом осел в Калифорнии, и одно лето несколько недель сын проводил у него. Кидис-старший вращался в кругу местных хиппи, а его жизнь была «круглосуточной вечеринкой». По воспоминаниям Энтони, они часто посещали небольшой бар в Топанга-Каньоне, где выступали Линда Ронстадт, Eagles и Нил Янг. Все зрители «были или пьяны, или под кайфом», а он «просто танцевал».
В 1969 году Сент-Джон оставил Маргарет, она родила дочь Джули, семья жила на пособие. Энтони пошёл в новую школу «Бруксайд Элементари», которая ему нравилась, но, тем не менее и здесь он считался заядлым хулиганом. Несмотря на проблемы с администрацией, он всегда интересовался учёбой и стремился «выйти за рамки банальной программы».

### 1970-е
В 1974 году, в двенадцать лет, Энтони переехал к отцу в Голливуд. Джон Кидис был начинающим актёром и, по совместительству, мелким наркоторговцем, не брезговавшим собственным товаром. Употребление наркотиков было настолько обычным делом в его доме, что наркозависимость Энтони была лишь вопросом времени. Первую сигарету с марихуаной ему предложил отец в двенадцать лет, в тринадцать знакомый отца дал ему кокаин, а героин он впервые попробовал в возрасте четырнадцати, ошибочно приняв его за кокаин.
Однажды в школьной драке Энтони защитил одного мальчика по имени Майкл Бэлзари, впоследствии ставшего известным как Фли. Они подружились и вскоре стали «бешеной парочкой». В стенах школы Фэйрфакс, где они учились, их выходки стали легендарными. Кидис сильно повлиял на Фли, особенно на его музыкальные вкусы. Кидис и Фли, освоив азы ныряльщиков, начали прыгать в бассейны с окружающих их жилых зданий. Один из таких прыжков с пятиэтажного дома закончился для пятнадцатилетнего Кидиса переломом позвоночника, и он провёл несколько недель в больнице на тракции. 
Однажды, после выступления группы Anthym Кидис знакомится с одним из её участников Хиллелом Словаком. Словак, Кидис и Фли стали лучшими друзьями, вместе развлекались и часто принимали наркотики. Несмотря на наркотическую зависимость, Энтони преуспевал в средней школе. В июне 1980 года Кидис с отличием закончил учёбу в Фейрфакс. В августе он поступил на заочное отделение Калифорнийского университета. Тем не менее, из-за дальнейшего увлечения тяжёлыми наркотиками Энтони после первого курса был отчислен из университета. У Хиллела, Джека Айронса и Фли уже была своя группа Anthym, но без вокалиста. К этому времени Энтони начинает всерьёз увлекаться музыкой. Узнав об этом, участники Anthym попросили его присоединиться к группе. Энтони принял приглашение, став сначала хайпмэном, который объявлял начало выступления группы, а впоследствии и вокалистом Anthym, позднее — Red Hot Chili Peppers.
В 1978 году, в возрасте шестнадцати лет, Энтони сыграл в фильме «F.I.S.T.» с Сильвестром Сталлоне под псевдонимом Коул Дэммет.

### 1980—1984: Формирование группы и первый альбом.
Кидис, Словак и Фли начали создавать музыку после того, как их вдохновила панк-фанк-группа Defunkt. Кидис отвергал насилие и мизогинию, связанные с панк-рок-сценой того времени, и мечтал создать более мирную среду, где женщинам будет позволено присутствовать на концертах.
Втроем они организовали группу с бывшим барабанщиком Anthym Джеком Айронсом, которая называлась Tony Flow and the Miraculously Majestic Masters of Mayhem. У группы была всего лишь одна песня: «Out in L.A.», которая была написана для одного выступления. Песня была основана на гитарном риффе, который написал Словак во время джема с Айронсом, и не должна была стать настоящей песней, если бы Кидис не решил прочитать рэп под эту мелодию. Майк Честер, друг Кидиса, пригласил группу открыть его выступление Gary and Neighbor’s Voices в Rhythm Lounge, так как он чувствовал, что у Кидиса есть потенциал стать хорошим фронтменом. Словак и Фли отнеслись к этому скептически и не думали, что Кидис обладает хорошими вокальными данными, но в конце концов оба согласились выступить. Позже Кидис описал это выступление так:

«Все это ожидание поражало меня, и я инстинктивно чувствовал это волшебство. Я мог управлять энергией, нажав на бесконечный энергетический источник, и делить её со своими друзьями. Только для этого я существовал»

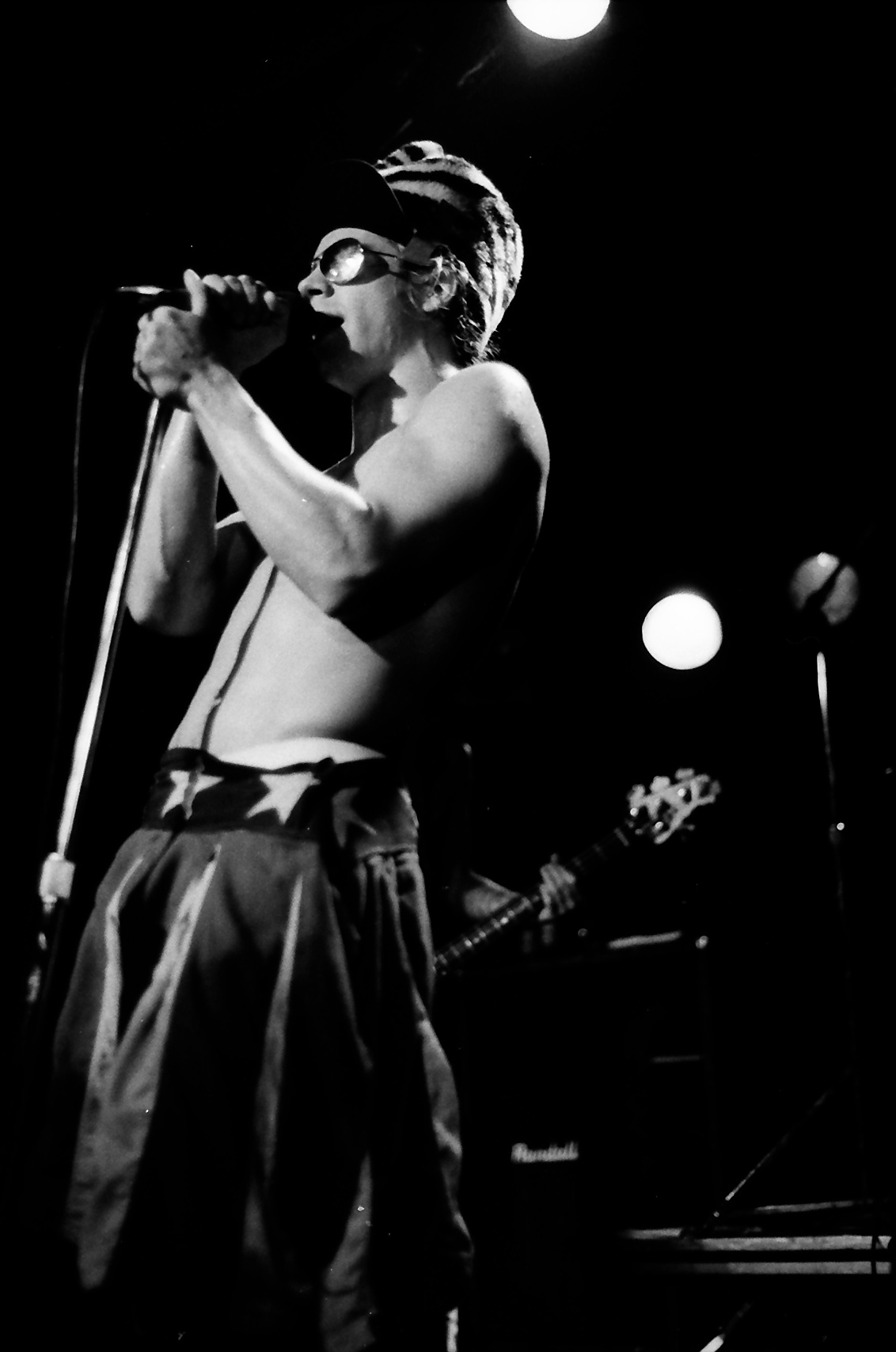
Кидис выступает с Red Hot Chili Peppers в Филадельфии в 1983 году.

После выступления группы в The Rhythm Lounge, владелец бара попросил их вернуться, но с двумя песнями, вместо одной. После нескольких шоу и добавления нескольких песен к их репертуару, группа была переименована в Red Hot Chili Peppers. Концертный репертуар группы вырос до десяти песен, как результат игры в местных ночных клубах и барах. Во время выступления в одном из стрип-клубов Голливуда, группа выступила совершенно раздетая, за исключением носков, надетых на их пенисы. Эта идея была предложена Кидисом. Группа получила известность и многие владельцы клубов начали нанимать группу, при условии, что они будут играть в таком виде. Red Hot Chili Peppers в союзе с Bijou Studios записали демо, а затем был подписан контракт с EMI. Однако Айронс и Словак решили покинуть группу из-за перспективы более серьёзного будущего с группой What Is This?. Кидис уважал это решение, но чувствовал, что группа может развалиться без них. Кидис и Фли наняли ударника Клиффа Мартинеса и гитариста Джека Шермана. Энди Джилл, бывший участник Gang of Four, согласилась спродюсировать их первый альбом. Джилл и Шерман постоянно ругались с Кидисом и Фли, они постоянно спорили из-за музыкального стиля, звучания и самого альбома в целом.

### 1990-е
Во второй половине 1990-х годов Энтони начал путешествовать в поисках вдохновения и новых ощущений. Он побывал во многих экзотических местах, таких, как джунгли Борнео (Калимантан в Индонезии), Индия, Мьянма, Южная Америка и др. Эти путешествия сильно повлияли на него во время написания треков для альбома Californication.

## Музыкальный стиль
Создавая тексты песен и мелодии для Red Hot Chili Peppers, Кидис вдохновляется разными источниками. Его первым музыкальным воспоминанием была песня Нила Янга Heart of Gold, которую он услышал в одиннадцать лет: «Это так меня тронуло, что я настоял, чтобы мама купила мне 45-й». В старшей школе на него сильное влияние оказал рэп-вокал в песне Grandmaster Flash and the Furious Five The Message и «откровенно сексуальный текст» песни Принса «Dirty Mind». Кидис пишет большую часть текстов песен Red Hot Chili Peppers. Начиная с альбома Mother's Milk (1989), Джон Фрушанте и Фли написали почти всю музыку для Red Hot Chili Peppers, в то время как Кидис создаёт тексты и выбирает мелодии, которые он слышит во время инструментальных джемов своих товарищей по группе. Кидис сказал в 2006 году: «Каким-то образом я нахожу песни… в том объёме, что они делают». С течением времени стиль его лирики менялся. В ранние годы группы Кидис писал о наслаждении сексом, наркотиками и жизнью в Лос-Анджелесе. Вспоминая в автобиографии период работы над Blood Sugar Sex Magik, Кидис рассказывает о разговоре с Риком Рубином, когда он показывал продюсеру стихи будущих песен, в том числе Power of Equality. Рубин сказал, что мелодия хороша, но ему не по душе песни с «социально-политическим подтекстом». Кидис ответил, что не может писать о «девочках и машинах» (любимые темы Рубина): «Я не могу писать про это. Это уже давно сделано. Я хочу писать про странное дерьмо, про которое ещё никто не писал». Однако он сочинил The Greeting Song, песню, которую возненавидел.
По мере того, как его музыкальные вкусы расширялись, а взгляды на жизнь менялись, он начал затрагивать более широкий спектр тем. В его текстах много образов, заимствованных в произведениях Чарльза Буковски, главного источника литературного вдохновения Кидиса.
Изначально Кидис читал рэп, чем завоевал репутацию человека, повлиявшего на движение рэп-рок. Для Mother's Milk (1989) Кидис написал больше мелодичных песен, нежели базовый ритм и битовый стиль фанка. Первой песней, в которой Кидис применил свой новый мелодичный стиль, была "Knock Me Down". Музыку для неё сочинил и исполнил Джон Фрушанте. Присоединившись к группе, Фрушанте исполнил песню вместе с Кидисом. В Blood Sugar Sex Magik (1991) Кидис все еще читал рэп, но в альбом вошли и мелодичные композиции Under the Bridge, Breaking the Girl и I Could Have Lied. С годами Кидис стал отдавать предпочтение пению, а не рэпу.
У Кидиса было много преподавателей вокала, но никто из них не помог ему петь «хорошо». Перед Mother's Milk с ним занималась женщина-преподаватель, которая работала с Экслом Роузом. Однако её метод пения, стоя на одном месте и нажимая на живот «определённым образом», не подходил для Кидиса, который во время выступлений постоянно «прыгал и бегал по сцене». Во время Blood Sugar с Кидисом работал преподаватель Майкла Джексона, но он не понравился фронтмену RHCP, и уроки прекратились. Фактически, только в 1999 году в Californication он почувствовал, что может полностью контролировать свой голос во время пения. По словам Кидиса, спеть Californication он смог благодаря урокам вокала у преподавателя Рона Андерсона. Андерсон помогал Кидису и позднее, когда тот испытывал проблемы, настаивая, чтобы тот постоянно выполнял упражнения.

## Scar Tissue
Шестого октября 2004 года из печати вышли мемуары Кидиса Scar Tissue. Книга написана в соавторстве с писателем Ларри Сломаном. Книга изначально задумывалась как сборник историй о его детском употреблении наркотиков, но превратилась в полноценную автобиографию. Далее он пояснил: «Можно было бы предположить, что со всем этим потреблением [наркотиков] моя память будет немного дрянной. Но на самом деле она довольно ясная и лучше, чем у обоих моих родителей или любого из моих друзей. Мои друзья пытались пересказать эти же истории, и они говорили: „Ого, я не… мы там были?“» Книга стала международным бестселлером.
В интервью в июне 2016 года Кидис заявил, что сначала он пожалел о том, что написал Scar Tissue: «Я действительно некоторое время сожалел об этой книге, так как она причинила мне боль, но затем я начал видеть долгосрочные положительные последствия. Люди читали ее в больницах, тюрьмах и школах, и она оказывала положительное влияние. Я понял, что весь смысл написания этой книги был не для меня, а в том, чтобы показать, что кто-то может пройти весь путь вниз и вернуться обратно и прожить продуктивную, успешную, счастливую, интересную жизнь». И поэтому, какой бы стыд, боль, трудности или дискомфорт я ни пережил, это того стоило, потому что ко мне подходит так много людей, которые говорят, что их дети прочитали ее и взяли себя в руки из-за нее». Кидис заявил, что из-за темы в его книге, особенно его размышлений о его сексуальных отношениях, он надеется, что его семья не читала его книгу. «Я попросил всех в моей семье не читать книгу», — сказал Кидис.

## Личная жизнь
В 1997 году Энтони встречался с Далай Ламой в Индии, что он назвал невероятным событием в своей жизни.
В 2004 году Кидис издал автобиографию под названием «Линии шрамов» (англ. Scar Tissue), которая достигла 17-го места в Списке бестселлеров газеты «Нью-Йорк Таймс». В книге Кидис детально описывает события своей молодости, свою наркотическую зависимость и борьбу с ней.
2 октября 2007 года в лос-анджелесской клинике подруга музыканта Хезер Кристи родила мальчика, которого назвали Эверли Беар Кидис (Everly Bear Kiedis).
Как сказал Энтони Кидис: «Его первое имя — дань уважения Everly Brothers, а второе имя означает „медведь“, потому что я всегда чувствовал себя частью медвежьего клана».
В 2008 году пара рассталась.
Энтони следит за своим здоровьем: он вегетарианец, соблюдает диету и занимается йогой. В 2008 году Энтони Кидис был признан самым сексуальным из знаменитостей-вегетарианцев (англ. World’s Sexiest Vegetarian Celebrities of 2008).

## Фильмография
- Погоня (1994)
- На гребне волны (1991)
- Меньше, чем ноль (1987)
- Крутые ребята (1986)
- Jokes My Folks Never Told Me (1978)
- Кулак (1978)